# Birgit Eggers
Birgit Johanna Eggers, född 27 juni 1913 i Johannes församling, Stockholm, död 19 november 2002 i Högalids församling, Stockholm
, var en svensk skådespelare.

## Filmografi
- 1974–1975 – Pappa Pellerins dotter (TV-serie)
- 1976 – Sven Klangs kvintett
- 1980 – Den enes död...
- 1980 – Prins Hatt under jorden
- 1984 – Sköna juveler

## Teater

### Roller (ej komplett)
| År   | Roll                                              | Produktion                                                                            | Regi                      | Teater                   |
| ---- | ------------------------------------------------- | ------------------------------------------------------------------------------------- | ------------------------- | ------------------------ |
| 1964 |                                                   | Bernardas hus (La casa de Bernarda Alba) Federico García Lorca                        | Eva Sköld                 | Malmö stadsteater        |
| 1965 |                                                   | Kvartetten som sprängdes Birger Sjöberg                                               | Josef Halfen              | Malmö stadsteater        |
| 1967 | Amanda Wingfield                                  | Glasmenageriet (The Glass Menagerie) Tennessee Williams                               | Per Sjöstrand             | Helsingborgs stadsteater |
| 1967 | Fru Heyst                                         | Påsk August Strindberg                                                                | Gunnar Skar               | Helsingborgs stadsteater |
| 1967 | Fru Polichinela                                   | Skälmarnas triumf (Los intereses creados) Jacinto Benavente                           | Lennart Kollberg          | Helsingborgs stadsteater |
| 1967 |                                                   | Marius Marcel Pagnol                                                                  | Lars Göran Carlson        | Helsingborgs stadsteater |
| 1968 | Barnsköterskan Assja Krämerskan Svärmodern Gumman | Den kaukasiska kritcirkeln (Der kaukasische Kreidekreis) Bertolt Brecht               | Håkan Ersgård             | Helsingborgs stadsteater |
| 1968 | Damen                                             | Vad händer? Mats Ödeen                                                                | Lars Göran Carlson        | Helsingborgs stadsteater |
| 1968 | Mor                                               | Fantastiska familjen Per Sjöstrand                                                    | Per Sjöstrand             | Helsingborgs stadsteater |
| 1968 |                                                   | Kung Ubu (Ubu-roi) Alfred Jarry                                                       | Lars Göran Carlson        | Helsingborgs stadsteater |
| 1968 | Mrs Drudge                                        | Den verklige kommissarie Schäfer (The Real Inspector Hound) Tom Stoppard              | Lars Göran Carlson        | Helsingborgs stadsteater |
| 1968 | En kvinnlig guide                                 | Presidentkandidaterna V. V. Järner                                                    | Lars-Levi Læstadius       | Helsingborgs stadsteater |
| 1969 |                                                   | Sandlådan Kent Andersson och Bengt Bratt                                              | Lars-Levi Læstadius       | Helsingborgs stadsteater |
| 1969 |                                                   | Å, vilken härlig fred! Hans Alfredson och Tage Danielsson                             | Kaj Ahnhem                | Helsingborgs stadsteater |
| 1969 | Fru Enberg                                        | Hans nåds testamente Hjalmar Bergman                                                  | Runar Schauman Kaj Ahnhem | Helsingborgs stadsteater |
| 1970 | Anna                                              | Kattorna Walentin Chorell                                                             | Martin Söderhjelm         | Helsingborgs stadsteater |
| 1970 | Medverkande                                       | Krig, kvinnor, kapital Lars-Levi Laestadius                                           | Ensemblen                 | Helsingborgs stadsteater |
| 1970 | Prostinnan                                        | Herr Puntila och hans dräng Matti (Herr Puntila und sein Knecht Matti) Bertolt Brecht | Lars-Levi Læstadius       | Helsingborgs stadsteater |
| 1971 | Maria Josefa                                      | Bernardas hus (La casa de Bernarda Alba) Federico García Lorca                        | Lars-Levi Læstadius       | Helsingborgs stadsteater |
| 1971 | Irma                                              | Bamsingen (Le Babour) Félicien Marceau                                                | Martin Söderhjelm         | Helsingborgs stadsteater |
| 1971 | Birgit                                            | Tillståndet Kent Andersson och Bengt Bratt                                            | Stellan Olsson            | Helsingborgs stadsteater |
| 1971 | Mrs Alice Chauvenet                               | Min vän Harvey (Harvey) Mary Chase                                                    | Martin Söderhjelm         | Helsingborgs stadsteater |
| 1972 | Ecklesiastikministern                             | Skymningsbaren (Twilight Bar) Arthur Koestler                                         | Stellan Olsson            | Helsingborgs stadsteater |
| 1972 | Fru Pinchard                                      | Fruar på vift (Le dindon) Georges Feydeau                                             | Lars-Levi Læstadius       | Helsingborgs stadsteater |
| 1972 | Meg                                               | Födelsedagskalaset (The birthday party) Harold Pinter                                 | Stellan Olsson            | Helsingborgs stadsteater |
| 1973 |                                                   | Melodi på lergök Lars-Levi Læstadius                                                  | Lars-Levi Læstadius       | Helsingborgs stadsteater |
| 1973 | Annika                                            | Värmlänningarna Fredrik August Dahlgren och Andreas Randel                            | Claes Sylwander           | Helsingborgs stadsteater |
| 1974 | Agnes Gren                                        | Pampen Lars Björkman                                                                  | Claes Sylwander           | Helsingborgs stadsteater |
| 1974 | Madame Durand-Benechol                            | Kaktusblomman (Fleur de cactus) Pierre Barillet och Jean-Pierre Grédy                 | Claes Sylwander           | Helsingborgs stadsteater |
| 1974 | Fru Pernelle                                      | Tartuffe (Tartuffe, ou l'Imposteur) Molière                                           | HansKarl Zeiser           | Helsingborgs stadsteater |
| 1974 | Emilie Paumelle                                   | Victor: När barnen tar makten (Victor, ou, Les Enfants au pouvoir) Roger Vitrac       | Hans Polster              | Helsingborgs stadsteater |
| 1975 | Hilda Jönsson                                     | Turarna, en färjepjäs Stellan Olsson och Jan Olsheden                                 | Stellan Olsson            | Helsingborgs stadsteater |
| 1975 | Portvakterskan                                    | Ett drömspel August Strindberg                                                        | Lars Svenson              | Helsingborgs stadsteater |
| 1975 | Hanna Backman                                     | Hemma igen Runar Schildt                                                              | Hans Polster              | Helsingborgs stadsteater |
| 1975 | Norah                                             | Åh, ljuva ungdomstid (Ah, Wilderness) Eugene O'Neill                                  | Olle Johansson            | Helsingborgs stadsteater |
| 1976 | Solveigs mor                                      | Peer Gynt Henrik Ibsen                                                                | Claes Sylwander           | Helsingborgs stadsteater |
| 1976 | Lovisa                                            | Marknadsafton Vilhelm Moberg                                                          | Claes Thelander           | Helsingborgs stadsteater |
| 1977 | Kyrkvaktarens hustru                              | Mäster Olof August Strindberg                                                         | Lars Svenson              | Helsingborgs stadsteater |
| 1977 | Fru Peachum                                       | Tolvskillingsoperan (Die Dreigroschenoper) Bertolt Brecht och Kurt Weill              | Hans Polster              | Helsingborgs stadsteater |
| 1978 | Anthisa                                           | Tre systrar (Три сeстры, Tri sestry) Anton Tjechov                                    | Hans Polster              | Helsingborgs stadsteater |
| 1978 | Felicity                                          | I skuggan (The Shadow Box) Michael Cristofer                                          | Claes Sylwander           | Helsingborgs stadsteater |
| 1978 | Chiarelli D'Adda                                  | Caviar och spagetti (Caviale e lenticchie) Giulio Scarnicci och Renzo Tarabusi        | Egon Larsson              | Helsingborgs stadsteater |
| 1979 |                                                   | Spelman på taket (Fiddler on the Roof) Jerry Bock, Sheldon Harnick och Joseph Stein   | Edith Roger               | Helsingborgs stadsteater |
| 1981 | Olympe                                            | Leva loppan (La Puce à l'oreille) Georges Feydeau                                     | Henning Moritzen          | Helsingborgs stadsteater |
| 1985 | Elisabet                                          | Panik i Rölleby Anna Bondestam                                                        | Bengt Ahlfors             | Helsingborgs stadsteater |
| 1985 | Häxan                                             | Advent August Strindberg                                                              | Lars Svenson              | Helsingborgs stadsteater |
| 1991 | Fru Holm                                          | Maratondansen (They shoot horses, don't they?) Horace McCoy                           | Tom Lagerborg             | Helsingborgs stadsteater |